# باداشگان
باداشگان (به ترکی آذربایجانی: Bədəşxan) یک منطقهٔ مسکونی در جمهوری آذربایجان است که در شهرستان بابک واقع شده‌است. باداشگان ۲۸۱ نفر جمعیت دارد.